# Volksbevrijdingsleger

vlag van het Volksbevrijdingsleger

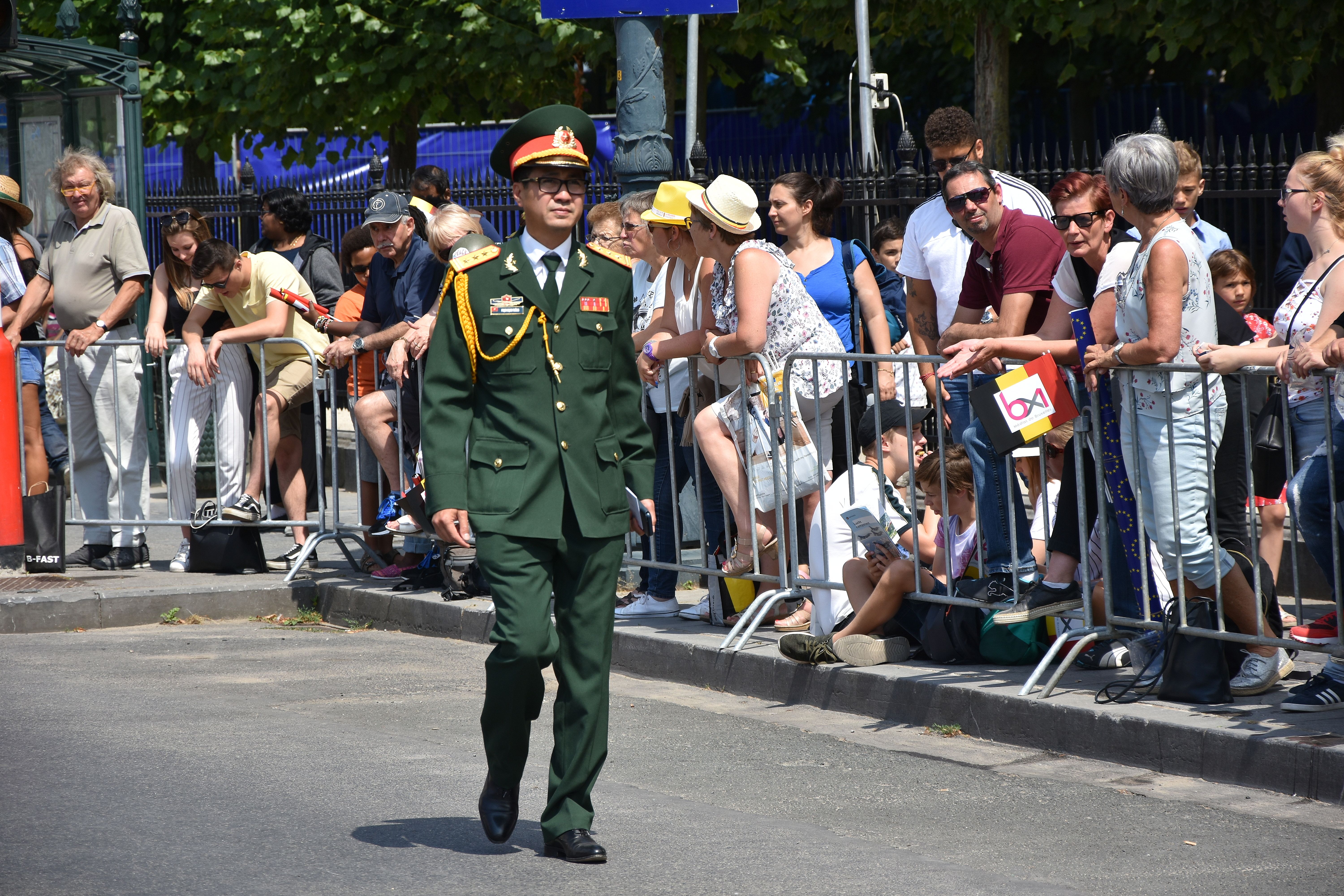
Een Chinees militair tijdens de Nationale feestdag van België 2018

Het Volksbevrijdingsleger (Chinees: 中國人民解放軍 / 中国人民解放军, Hanyu pinyin: Zhōnggúo Rénmín Jiěfàngjūn) is het leger van de Volksrepubliek China. Het leger werd door Mao Zedong opgericht op 1 augustus 1927 voor de start van de Chinese Burgeroorlog (1927-1950), als militaire tak van de Communistische Partij van China en werd het Rode Leger genoemd tot juni 1946.
Het is het grootste leger ter wereld en bestaat uit de:
- Landmacht van het Volksbevrijdingsleger (850.000 manschappen in 2013)
  - Tweede artilleriekorps van het Volksbevrijdingsleger (strategische kern- en conventionele raketten; ≈100.000 manschappen)
  - Speciale eenheden van het Volksbevrijdingsleger (geschat op 7000 tot 14.000 manschappen in 2008)[1]
- Luchtmacht van het Volksbevrijdingsleger (398.000 manschappen in 2013)[2]
- Marine van het Volksbevrijdingsleger (235.000 manschappen in 2013)[2]
  - Marineluchtmacht van het Volksbevrijdingsleger (26.000 manschappen)
  - Kustverdedigingsmacht van het Volksbevrijdingsleger (25.000 manschappen)
  - Marinierskorps van het Volksbevrijdingsleger (10.000 manschappen)

In oorlogstijd wordt de landmacht versterkt met manschappen van de:
- Gewapende Volkspolitie die als lichte infanterie zou worden ingezet. (officieel 660.000 manschappen in 2006)[3]
- Militie van het Volksbevrijdingsleger die als reserve dient. (volgens officiële planning zo'n 8.000.000 manschappen in 2010)[4]

## Organisatie
Het Chinese Volksbevrijdingsleger wordt bestuurd door de Communistische Partij van China. Het Volksbevrijdingsleger legt verantwoording af aan twee Centrale Militaire Commissies (CMC), waarvan er een onder leiding staat van de Partij en de andere aan de staat toebehoort. In de praktijk is de samenstelling van deze Commissies hetzelfde. De samenstelling van deze commissies verschilt slechts een paar maanden in de vijf jaar, de periode tussen een Partijcongres en het Nationaal Volkscongres. De voorzitter en vicevoorzitter van de CMC zijn ook lid van de Communistische partij, maar zijn niet noodzakelijk ook hoofd van een civiele regering.

Pas in december 1982 werd de CMC van de staat toegevoegd waarmee de Partij zijn alleenrecht - enigszins - verloor. Daardoor zijn het ook de troepen van de staat, zoals in de begintijd van de communistische partij, toen die een militaire tak oprichtte. Het werd pas het officiële leger van China nadat de Volksrepubliek van China was opgericht door de communistische partij. De rol van de partij blijft groot, bij het 90-jarig bestaan van het leger zei president Xi Jinping:
To build a strong military, [we] must unswervingly adhere to the Party's absolute leadership over the armed forces, and make sure that the people's army always follow the Party
De onderdelen van het hoofdkwartier van het Volksbevrijdingsleger zijn de Algemene Stafafdeling (de Generale Staf), de Algemene Politieke Afdeling, de Algemene Logistieke Afdeling en de Algemene Bewapeningsafdeling. De naam van laatstgenoemde afdeling wordt overigens ook weleens vertaald als Algemene Uitrustingsafdeling.
De Algemene Politieke Afdeling gebruikt een systeem van politieke commissarissen. Deze commissarissen worden gebruikt door de overheid om een bepaalde legereenheid te overzien, en om in de gaten te houden of deze eenheid en/of zijn officieren wel trouw blijven aan het regime.
Volgens de grondwet van de Volksrepubliek China, die in 1954 is opgesteld, leidt de leider van China het leger en is hij hoofd van de Commissie Defensie. Deze commissie is echter een groep adviseurs, die niets over het leger te zeggen hebben.
De lucht- en zeemacht werden een aantal jaar later geformeerd dan de landstrijdkrachten. De organisatiestructuur van de luchtmacht is op 11 november 1949 ingesteld, die van de marine volgde in april 1950. Daarnaast zijn in 1950 ook de organisatiestructuren van de artillerie, gemechaniseerde troepen, luchtverdedigingstroepen en algemene veiligheidstroepen officieel gemaakt. Later volgden ook nog de organisaties van andere strijdmachtonderdelen, zoals de chemische oorlogsvoeringverdediging [fang huaxue bing], de “spoortroepen” [tielu bing], de verbindings- en communicatietroepen en de secundaire artillerie [di er paobing]. De leiding over elk type van militaire organisatie is in handen van het desbetreffende deel van de CMC van de Chinese communistische partij. Omdat de oorlogsvoering tegenwoordig steeds snellere besluitvorming vereist, zijn in 1982 de verschillende afdelingen van de CMC die de leiding hadden over de luchtmacht, marine en secundaire artillerie opgeheven, en is de leiding hiervan naar het Volksbevrijdingsleger gegaan.

## Structuur

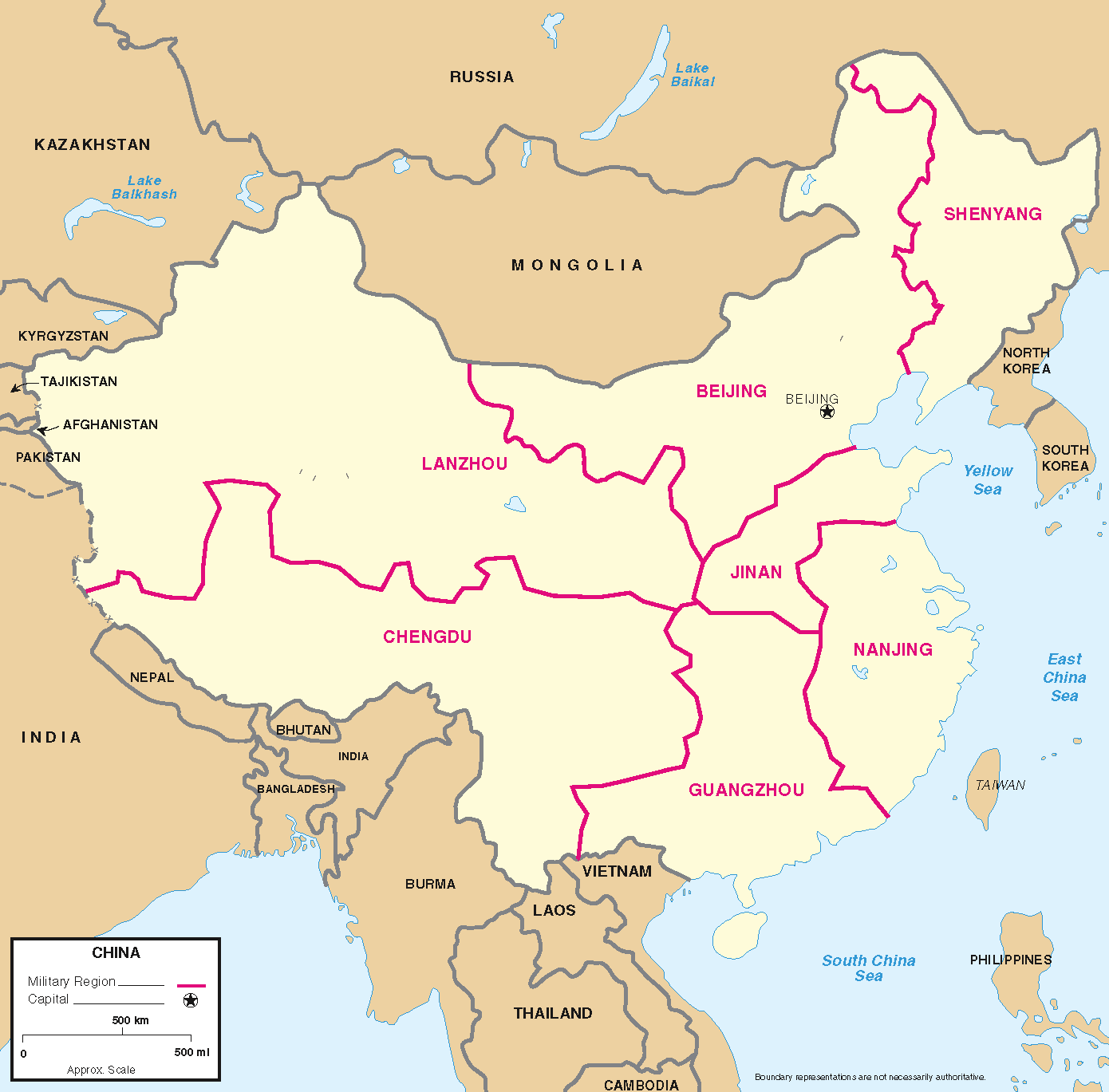
De zeven militaire regio's

Het Volksbevrijdingsleger (Engels: People’s Liberation Army (PLA)) is het grootste landleger in de wereld, met 1,6 miljoen militairen, wat ongeveer 70% is van de 2,3 miljoen personen die bij het PLA werken. Deze grondtroepen zijn verdeeld over zeven militaire regio's.
De reguliere troepen van de landmacht bestaan uit 18 legergroepen. Dit zijn grote groepen met tussen de 30.000 en 65.000 man personeel. Volgens het Internationaal Instituut voor Strategische Studies, een Brits onderzoeksinstituut, zijn in deze 18 legergroepen onder andere 9 gepantserde divisies, 3 gemechaniseerde infanteriedivisies, 24 gemotoriseerde infanteriedivisies, 15 infanteriedivisies, twee amfibische aanvalsdivisies, een gemechaniseerde infanteriebrigade, 22 gemotoriseerde infanteriebrigades, 12 gepantserde brigades, 7 artilleriedivisies, 14 artilleriebrigades en 19 luchtdoelgeschut brigades. Daarnaast zijn er nog 3 luchtdivisies, die door de luchtmacht georganiseerd en ingezet worden.
In crisistijden kan het PLA ongeveer 1,2 tot 1,5 miljoen personeel extra in het veld brengen, verdeeld over 30 infanteriedivisies en twaalf luchtdoelartilleriedivisies (AAA). Daarnaast is er ongeveer 1,1 miljoen man personeel in dienst van de Gewapende Volkspolitie, die onder andere grensbewaking en –beveiliging tot taak heeft. De Gewapende Volkspolitie bestaat uit 14 mobiele divisies, 31 interne veiligheidskorpsen en 14 grensveiligheidskorpsen.
Sinds de Golfoorlog (1990-1991) let het PLA ook erg op de verrichtingen van onder andere de United States Armed Forces in Afghanistan en Irak. Dit heeft geresulteerd in een nieuwe doctrine, die onder andere inhoudt dat de modernisering van de bewapening versneld wordt, alsmede tot onderzoek naar tactieken voor het winnen van een oorlog met meer nadruk op technologisch geavanceerde wapens dan op grote hoeveelheden manschappen en materieel. Zo heeft het PLA sinds een paar jaar Special operations forces, meer luchtvervoer (helikopters) en luchtdoelraketten gekregen. Daarnaast is ook het arsenaal voor elektronische oorlogvoering uitgebreid. Daarnaast is ook het verouderde telefonie/radio communicatiesysteem vervangen door local/wide-area networks (LAN/WAN), satellietcommunicatie, unmanned aerial vehicles (UAV) en mobiele commandocentra.

## Voorwaarden dienstplicht

Een jonge vrouwelijke Volksbevrijdingslegersoldaat, midden jaren 70

In theorie heeft elke inwoner van de Volksrepubliek China de plicht om in militaire dienst te gaan. In de praktijk is dit op vrijwillige basis; het principe is ongeveer als in Nederland. De persoon wordt wel ingeschreven, maar niet opgeroepen. Zo is deze informatie en dus ook de betreffende personen snel op te roepen in crisistijd. De dienstplicht is dus net als in Nederland en België opgeschort. De uitzondering op de regel zijn potentiële universiteitsstudenten. Zij zijn dan wel verplicht om militaire training te ondergaan, meestal voor de duur van een week of langer, een jaar nadat hun studietijd is begonnen.

## Nucleaire bewapening
Op 16 oktober 1964 voerde China zijn eerste test uit met een atoombom bij Lob Nuur. Het werd daarmee de vijfde kernmacht. Sinds het begin van de jaren vijftig werd aan de bom gewerkt, in samenwerking met technici van de Sovjet-Unie. De relatie tussen de twee landen was al flink bekoeld ten tijde van de test en leidde tot spanningen tussen de twee voormalige partners. In 1968 ondertekenden de Sovjet-Unie en de Verenigde Staten het non-proliferatieverdrag. Medio jaren negentig ondertekende China het verdrag ook.
China heeft gezegd nooit als eerste nucleaire wapens in te zetten. Dit beleid lijkt te veranderen, in een Chinese defensienota van 2013 werd dit principe voor het eerst niet herhaald. Dit leidde tot onrust bij andere kernmachten en landen in de directe nabijheid van China.
Het aantal Chinese kernkoppen is een staatsgeheim. Een schatting uit 2016 komt uit op 260 kernkoppen die vanaf land, vanop zee of vanuit bommenwerpers kunnen worden gelanceerd. De kernkoppen zijn opgeborgen in diepe ondergrondse bunkers en staan niet op stand-by waardoor ze in het geval van een nucleaire aanval op het land niet meteen kunnen worden gelanceerd.

## Militaire uitgaven
De uitgaven voor het leger zijn in absolute bedragen zeer groot, in 2015 werd meer dan US$ 200 miljard uitgegeven. Alleen de Verenigde Staten ($ 716 miljard) geeft meer uit aan defensie dan China. Kort na 2000 ging China meer aan defensie uitgeven dan Japan, wat daarvoor de grootste militaire macht in de Oost-Aziatische regio was. Worden de uitgaven gerelateerd aan de omvang van de nationale economie, dan blijft de VS tweemaal meer uitgeven dan China. De uitgaven zijn in de 25 jaar, tussen 1990 en 2015, gemiddeld met 9,5% per jaar gestegen. De Chinese economie groeide zelfs iets sneller waardoor de defensie uitgaven als percentage van de totale economie zelfs is gedaald.
| Jaar | China   | Japan  | VS      | China | Japan | VS   |
| ---- | ------- | ------ | ------- | ----- | ----- | ---- |
| 1990 | 21.054  | 41.951 | 562.406 | 2,5%  | 0,9%  | 5,3% |
| 1995 | 25.057  | 44.186 | 439.204 | 1,7%  | 0,9%  | 3,6% |
| 2000 | 41.324  | 45.402 | 420.496 | 1,9%  | 0,9%  | 2,9% |
| 2005 | 76.606  | 46.216 | 618.605 | 2,0%  | 0,9%  | 3,8% |
| 2010 | 138.028 | 45.595 | 768.466 | 1,9%  | 1,0%  | 4,7% |
| 2015 | 204.505 | 46.754 | 603.625 | 1,9%  | 1,0%  | 3,3% |

De cijfers moeten met de nodige voorzichtigheid wordt bekeken om twee redenen.
- Er zijn uitgaven die buiten de Chinese defensiebegroting worden gehouden.[11] Dit betreft onder andere uitgaven voor R&D, pensioenkosten voor oud militairen en bouwactiviteiten voor het leger. Voor 2012 berekende het SIPRI dat de echte uitgaven voor het Chinese leger weleens 55% hoger zouden kunnen liggen dan de defensiebegroting aangeeft.[11] In de tabel heeft het SIPRI de officiële Chinese defensie uitgaven verhoogd met schattingen van militaire uitgaven die buiten de begroting zijn gebleven.
- Amerikaanse soldaten verdienen veel meer dan Chinese soldaten.[12] Door de hogere personeelskosten blijft er minder geld over voor nieuwe wapens, munitie, training en dergelijke. Verder koopt China militair materieel bij staatsbedrijven in eigen land. De aanschafkosten liggen lager omdat Chinese arbeiders minder verdienen en de staatsbedrijven geen winstoogmerk hebben.[12] Worden de cijfers voor deze twee factoren gecorrigeerd dan blijkt China juist meer te spenderen. Op basis van cijfers over 2017 besteedde China US$ 434 miljard aan defensie versus US$ 356 miljard door de VS.[12]

## Internationale activiteiten
Sinds 2013 heeft China zijn bijdrage aan de VN-vredesmacht sterk uitgebreid. In 2013 leverde China een bijdrage van 3% aan de kosten van deze vredesmissies, maar in 2018 was dit gestegen naar 10,25%. President Xi Jinping beloofde tijdens de 2015 Peacekeeping Leaders’ Summit in New York om US$ 1 miljard bij te dragen in de komende vijf jaar. Naast de financiële bijdrage heeft het leger 8.000 militairen speciaal getraind voor vredesmissies. De verhoogde bijdrage komt op hetzelfde moment dat de VS minder zal bijdragen. De VS betaalde een kwart van het totale budget voor de VN-vredesmacht. Het Chinese leger participeert in missies in Mali, Zuid-Soedan en Darfur.
In 2017 begon het leger met de bouw van een militaire basis in Djibouti. Het is de eerste basis buiten China, maar meer zullen er volgen. Met de basis in de Hoorn van Afrika wil het land een directe bijdrage leveren aan de bestrijding van piraterij in de regio. Sinds 2008 heeft de marine er bijna continue drie oorlogsschepen varen voor dit doel. De basis kan ook de Chinese manschappen van de VN-vredesmissie in Zuid-Soedan ondersteunen, hier heeft het Chinese bedrijfsleven grote bedragen geïnvesteerd in de energiesector.

## Modernisering volksbevrijdingsleger

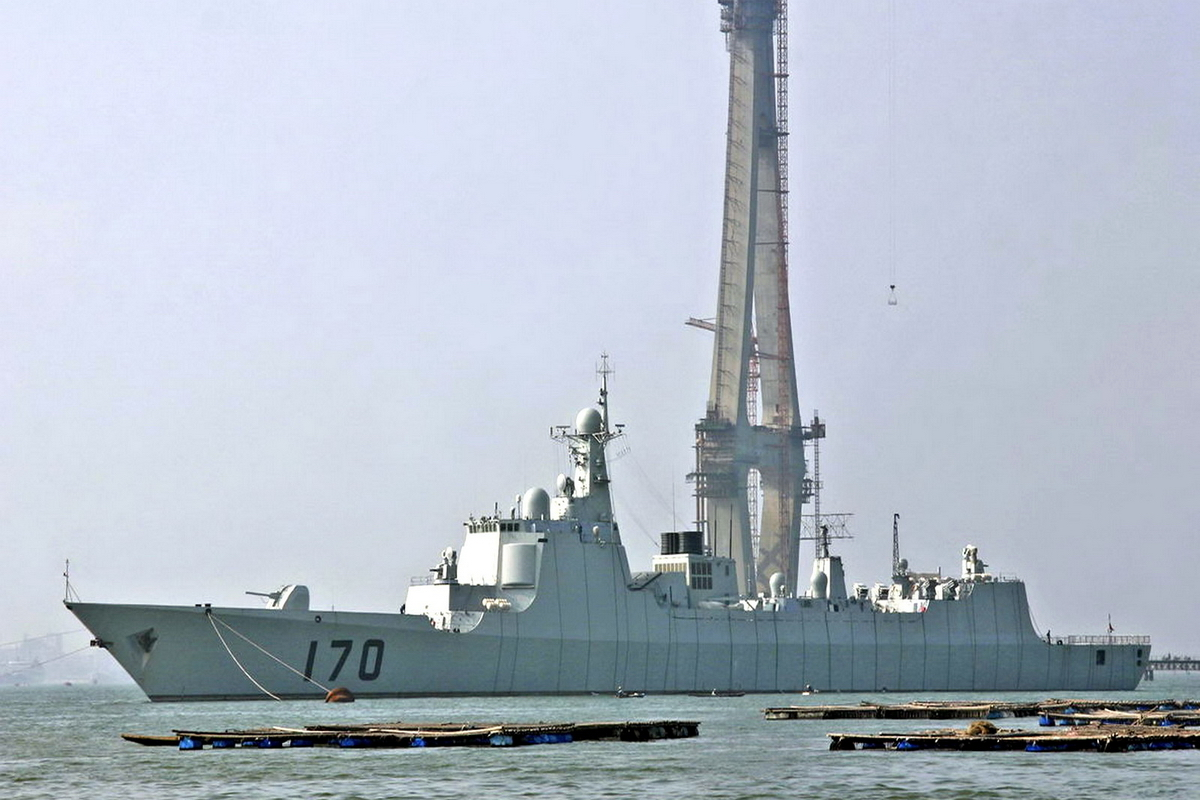
Type 052C torpedobootjager

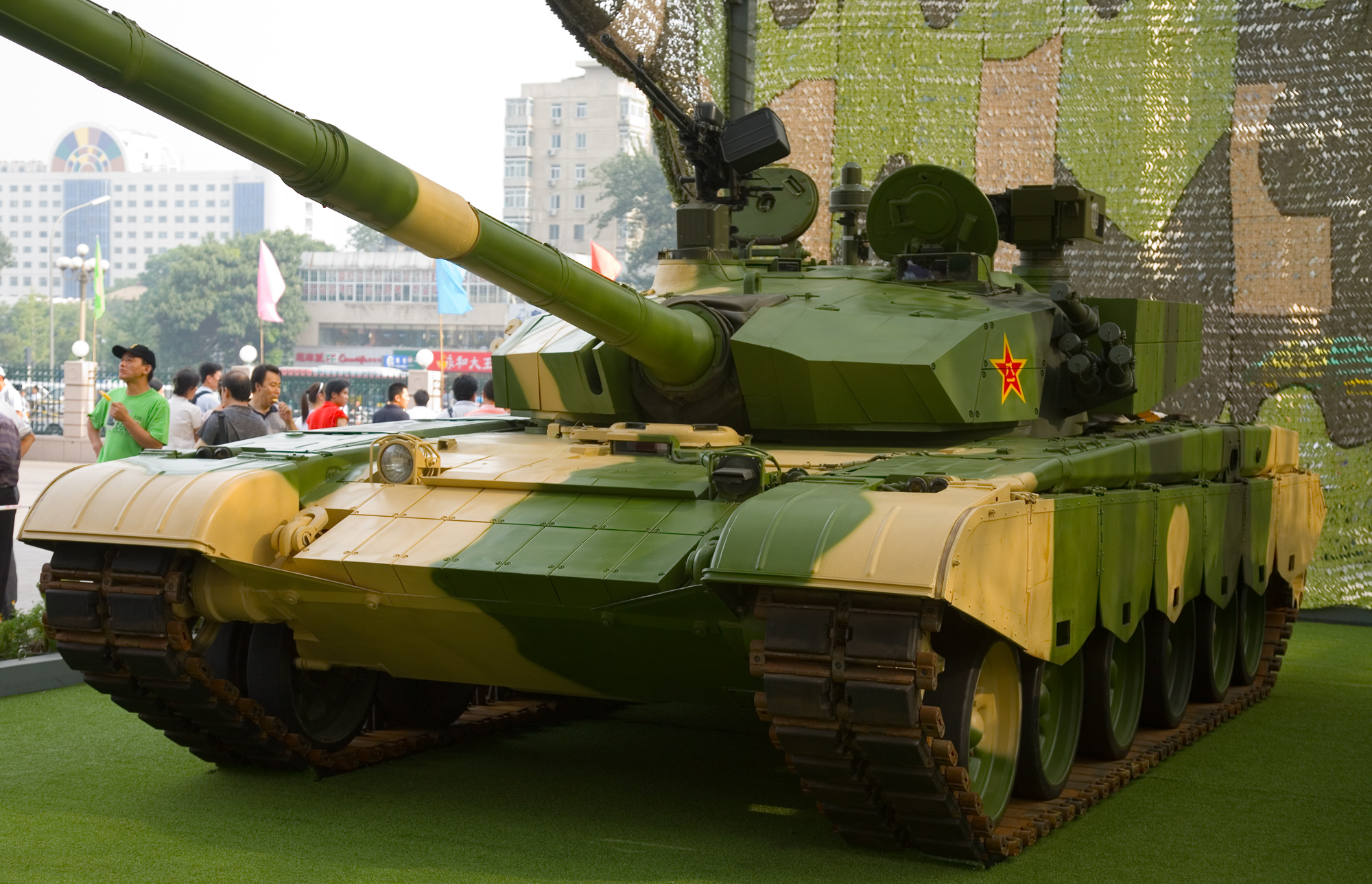
ZTZ-99

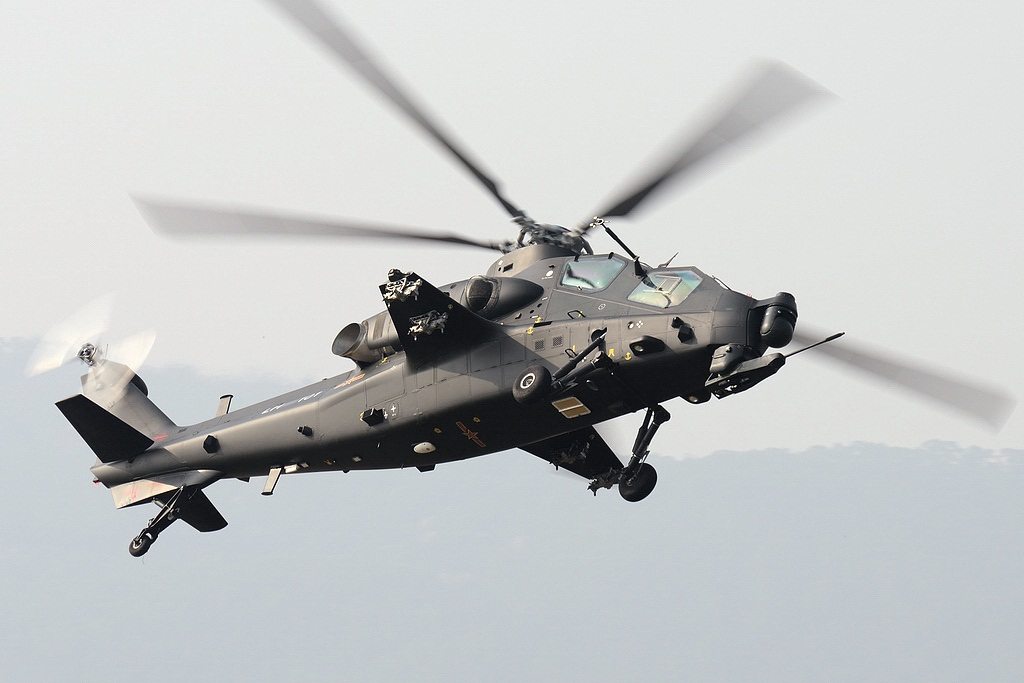
Changhe Z-10

Met de voor Chinezen catastrofaal verlopen 19de en 20ste eeuw nog in het achterhoofd worden het leger, de veiligheid en stabiliteit serieus genomen door het bewind. De modernisering van het leger wordt aangemoedigd door deze ervaringen. Een van de uitspraken die aan Mao Zedong worden toegeschreven is "politieke macht komt uit de loop van een geweer".
Veel geld van de begroting voor defensie gaat de komende jaren gebruikt worden om een moderne Chinese marine op te bouwen, de luchtmacht te moderniseren en militaire cybercapaciteit uit te breiden. De schattingen over de omvang van het Chinese cyberleger lopen sterk uiteen, van 50.000 tot 100.000 manschappen. De militaire modernisering is ook te zien in de ruimte, waar het land nu satellieten kan uitschakelen. De Chinese marine telt zo'n 255.000 manschappen, waaronder 10.000 mariniers en 26.000 van de marineluchtmacht. Doch heeft ze nog een grote technologische en tactische achterstand op Japan en de VS. Ondanks het enorme numerieke overwicht zijn volgens experts de Chinese en de Japanse marine daardoor anno 2014 ongeveer even sterk.
De hervorming van de Chinese strijdkrachten van een groot landleger naar een moderne zee-, lucht- en cyberspace-macht is een van de twee hoofdprioriteiten van Xi Jinping's beleid: de andere is de modernisering van de stevig groeiende economie. Kern van de hervormingen zijn de verkleining van het landleger met 350.000 militairen en de modernisering van marine en luchtmacht. Het volksbevrijdingsleger telt op dit moment naar schatting 2,3 miljoen man en dat zal straks dus 2 miljoen zijn. Bij de modernisering wordt vooral ingezet op de marine en de luchtmacht. Die onderdelen vergen minder maar wel beter getraind personeel. De landmacht wordt daardoor minder belangrijk. Tal van eenheden, zoals artillerie en cavalerie, worden verkleind of opgeheven. Daarvoor in de plaats komen eenheden voor cyber-oorlogsvoering en een nieuwe eenheid voor nucleaire oorlogsvoering, de zogeheten „raketmacht”.
De marine van het volksbevrijdingsleger wordt omgevormd tot minimaal vijf „vliegdekschip gevechtsgroepen”. De Liaoning (Type 001) is China's eerste vliegdekschip en kwam in 2012 in dienst. De Shandong (Type 001A) werd het eerste in China gebouwde vliegdekschip. Het schip kwam in december 2019 in dienst. Met de bouw van een derde vliegdekschip is in februari 2016 begonnen. Verder bouwt China ook volop aan nieuwe kruisers, bevoorradingsschepen, kernonderzeeërs, nieuwe generatie ballistische raketten en stealth gevechtsvliegtuigen als de Chengdu J-20 en Shenyang J-31. Militaire analisten vermoeden dat de blauwdrukken van de Chengdu J-20 zijn gestolen door militaire hackers van het Volksbevrijdingsleger. Een van hen, de 51-jarige Su Bin, werd in 2016 in de VS daarvoor veroordeeld. Hij zou zeven jaar eerder hebben ingebroken in de computers van Lockheed Martin en daarna de ontwerptekeningen van de F-35 Lightning II hebben doorverkocht aan de Aviation Industry Corporation of China. Begin februari 2017 meldden Amerikaanse media dat China de nieuwste intercontinentale raketten van het type DF-16 met zogenaamde MIRV’s (Meervoudige Onafhankelijke Richtbare Springkoppen) getest zou hebben. In 2016 werden door China zeker achttien oorlogsschepen in gebruik genomen, met name fregatten en torpedobootjagers.
Daarnaast worden de verouderde militaire organisatiestructuren helemaal op de schop genomen.
De achttien legerkorpsen moeten worden omgevormd tot twintig mobiele divisies naar Amerikaans model. Door de invoering van een generale staf waarin alle onderdelen van de krijgsmacht zijn vertegenwoordigd daalt de status van de landmacht en verdwijnen talloze lagere staffuncties.

## Geschiedenis

### Oprichting en evolutie
De totstandkoming van het Volksbevrijdingsleger begint in 1927 met de start van de Chinese Burgeroorlog; het is uitgegroeid van een guerrillabeweging tot het grootste leger in de wereld.
Het leger is begonnen met communisten, dieven en bandieten, gedeserteerde soldaten uit het leger van de Kwomintang, arbeiders en boeren. Deze divisies van Chinese arbeiders en boeren werden vernoemd naar historische gebeurtenissen. Als ze bijvoorbeeld een onderdeel van het Nationale Revolutionaire Leger hadden verslagen, werd dit in de naam opgenomen.
Ten tijde van de Lange Mars, waren vele kleine legereenheden gefuseerd tot drie groepen.
1. Het Eerste Rode Leger werd gevormd uit de eerste, derde en vijfde legergroep in Zuid-Jiangxi.
2. Het Tweede Rode Leger werd gevormd in Oost-Guizhou uit de tweede en zesde legergroep.
3. Een “Derde Rode Leger” is nooit gevormd.
4. Het Vierde Rode leger werd gevormd uit meerdere kleine eenheden uit de Sichuan-Shaanxi-grensregio.

De namen van de Legers bleven hetzelfde tot aan de Tweede Chinees-Japanse Oorlog, die duurde van 1937 tot 1945. De toenmalige leider was Mao Zedong.
Het Volksbevrijdingsleger is ten minste tweemaal ingezet om binnenlandse onlusten onder controle te brengen. Tijdens de Culturele Revolutie kregen de Rode Gardisten aanvankelijk alle ruimte, maar toen de negatieve gevolgen duidelijk werden, stuurde de politiek in 1971 het leger er op af om de excessen te bestrijden. Hoeveel slachtoffers hierbij zijn gevallen is onbekend. Tijdens het Tiananmenprotest in juni 1989 veegde het leger de protesterende mensenmassa van het plein. Soldaten met bajonetten en tanks werden hiervoor ingezet.
Op 1 augustus 2017 vierde het leger haar 90-jarig bestaan met een grote militaire parade waarbij het modernste materieel werd getoond.

#### Militaire doctrine
Als militaire doctrine heeft het PLA een paar belangrijke punten:
- Voorkeur voor aantallen over wapens, met superieure motivatie die het technologisch zwakkere apparatuur compenseert.
- Mobiele oorlogsvoering.
- Mobilisatie van het volk om de strijdkrachten te versterken.

### Grote oorlogen en gebeurtenissen
- 1927 tot 1950: Chinese Burgeroorlog
- 1937 tot 1945: Tweede Chinees-Japanse Oorlog
- 1950 tot 1953: Koreaanse Oorlog
- 1954 tot 1955: Eerste Taiwancrisis
- 1955 tot 1975: Vietnamoorlog
- 1958: Tweede Taiwancrisis
- 1962: Chinees-Indiase Oorlog
- 1979: Chinees-Vietnamese Oorlog
- 1979 en 1990: Chinees-Vietnamese grensconflicten
- 1995 tot 1996: Derde Taiwancrisis
- 2022: Spanningen tussen China en Taiwan